# Чудото в Милано
„Чудото в Милано“ (на италиански: Miracolo a Milano) е италиански филм от 1951 година, фентъзи комедия на режисьора Виторио Де Сика по негов сценарий в съавторство с Чезаре Дзаватини, Сузо Чеки д'Амико, Марио Киари и Адолфо Франчи по идея на Дзаватини.
В центъра на сюжета е простодушен младеж, който попада в гето в покрайнините на Милано и със заразителния си оптимизъм и организационни умения успява да подобри живота на хората там, неочаквано получава вълшебен гълъб, изпълняващ желания, а след това се сблъсква с опитите на собствениците на земите под гетото да го премахнат. Главните роли се изпълняват от Франческо Голизано, Брунела Бово, Гулиелмо Барнабо, Паоло Стопа.
„Чудото в Милано“ получава Голямата награда на фестивала в Кан и е номиниран за награди на БАФТА за най-добър филм и за най-добър чуждестранен актьор.